# Prise au piège chez moi
Pour plus de détails, voir Fiche technique et Distribution.
Prise au piège chez moi (titre original : My Nightmare Landlord) est un téléfilm américain réalisé par Dylan Vox, sorti en 2020. Il met en vedette dans les rôles principaux Caroline Harris, Ignacyo Matynia, Sinéad D'arcy et Spencer Belko.

## Synopsis
Après avoir rompu avec son petit ami de longue date, Lydia emménage dans un nouvel appartement. Elle se retrouve seule et isolée. Son charmant propriétaire lui semble être une bouffée d’air frais, jusqu’à ce qu’il développe une obsession malsaine pour elle et commence à trop s’impliquer dans sa vie. Sa tentative de réduire sa solitude se transforme en lutte pour sa tranquillité d’esprit. Que faudra-t-il à Lydia pour vivre paisiblement et en sécurité chez elle ? 

## Distribution
- Caroline Harris : Lydia
- Ignacyo Matynia : Drew
- Sinéad D'arcy : Kaylee
- Spencer Belko : Tim
- Willow Hale : Helen
- Lashan Anderson : Mme Alves
- Lucy Boryer : Lucia
- André Boyer : Brad[4].
- Harwood Gordon : Professeur Moodley
- Noelle Perris : Officier Hess
- Andre Boyer : Brad[5]

## Production
Le téléfilm est sorti le 7 mars 2020 aux États-Unis.